# 魯考公
魯考公（？─前994年），姬姓，名酋，《世本》名就，鄒誕本名遒。他是伯禽的兒子，魯國第二任君主，在位4年。

## 家庭
父親
- 伯禽

弟
- 魯煬公熙

## 在位年與西曆對照表
| 前任： 伯禽 | 魯國第二代君主 前997年－前994年 | 繼任： 魯煬公 |